# Sidonie Goossens
Pour les articles homonymes, voir Goossens.
Sidonie Goossens est une harpiste britannique née le 19 octobre 1899 à Liscard (Cheshire) et morte le 15 décembre 2004 dans le Surrey.

## Biographie
Sidonie Goossens naît le 19 octobre 1899 à Liscard (Cheshire),. Issue d'une famille de musiciens, elle est la petite-fille d'Eugène Goossens (1845-1906), la fille d'Eugène Goossens (1867-1958), et la sœur de Eugene (1893-1962), Marie (1894-1991), Adolphe (en) (1896-1916) et Léon Goossens (1897-1988),.
Elle étudie la harpe auprès de Miriam Timothy (en) au Royal College of Music et fait ses débuts avec orchestre en juin 1921 lors d'un concert Promenade dirigé par Henry Wood,.
Aux Proms, Sidonie Goossens interprète par la suite en soliste le Concertino pour harpe de Germaine Tailleferre en 1937, Lyra Angelica de William Alwyn en 1954, et le Concerto de Hans Henkemans en 1958, notamment. Le 14 septembre 1991, 70 ans après sa première apparition publique, elle accompagne Gwyneth Jones dans The Last Rose of Summer (en),.
À partir de 1930, date de création de la formation, elle est harpe solo de l'Orchestre symphonique de la BBC, poste qu'elle occupe jusqu'à sa retraite, en 1981.
En 1924, elle est la première harpiste à jouer sur les ondes britanniques un solo de harpe et, en 1936, la première à apparaître à la télévision.
Comme pédagogue, Sidonie Goossens est professeure de harpe à la Guildhall School of Music de Londres entre 1960 et 1990,.
Elle est nommée membre de l'Ordre de l'Empire britannique (MBE) en 1974, puis officier de l'ordre (OBE) en 1980,.
En 1999, son centième anniversaire est célébré par des concerts au Wigmore Hall et au Royal Festival Hall,.
Personnalité majeure de la harpe au Royaume-Uni, Sidonie Goossens meurt le 15 décembre 2004 dans le Surrey, à l'âge de 105 ans,.